# LIWI Verlag
La LIWI Literatur- und Wissenschaftsverlag (in breve LIWI Verlag) è una casa editrice tedesca con sede a Gottinga ed è stata fondata nel 2018 da Thomas Löding.
La casa editrice pubblica circa 100 novità all'anno, concentrandosi sulla narrativa e sulla scienza attuale. Tra gli autori noti della casa editrice figurano Franz Kafka e Wolfgang Borchert. Oltre ai libri stampati, il programma editoriale comprende anche audiolibri. Una voce nota per gli audiolibri della LIWI Verlag è, ad esempio, l'attore Kaspar Eichel. Altre voci note con cui la casa editrice ha lavorato sono l'attore Heiner Lauterbach e la cantante Mandy Capristo.